# 回復青春研究
《回復青春研究》（Rejuvenation Research）是一门跨学科学术研究的科学季刊，季刊由 Mary Ann Liebert, Inc. 出版，主要探讨并研究人衰老的原因。